# СМС-рассылка
СМС-рассылка — совокупность аппаратно-программных средств для отправки большого количества коротких сообщений (СМС) на мобильные устройства абонентов сотовых сетей.

## Программы для СМС-рассылки

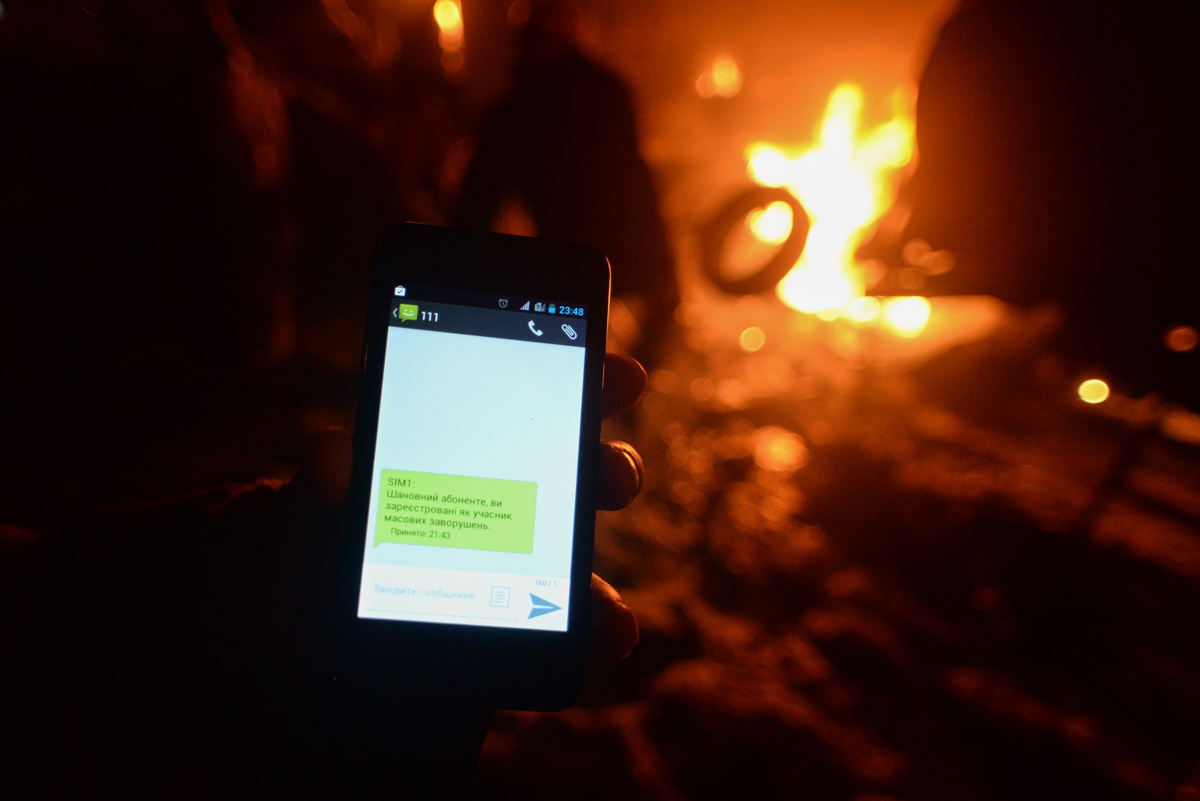
СМС-сообщение, поступившее участнику массовых беспорядков в Киеве 20 января 2014 года

На аппаратно-программном уровне СМС-рассылки делятся на онлайн и устанавливаемые на компьютер пользователя.
В первом случае работа с программой осуществляется через веб-интерфейс (доступ возможен с любого устройства, подключенного к сети Интернет, с использованием персонального логина/пароля, по аналогии с электронной почтой). Во втором случае для работы с СМС-рассылкой необходимо сначала скачать на свой компьютер файл со специальной программой (работа с такой смс-рассылкой возможна только с компьютера, на котором стоит программа).
Отправка СМС-сообщений реализуется через Интернет юридическим лицом (провайдером), имеющим соответствующие разрешения и технические возможности для отправки большого количества СМС-сообщений на СМС-центры мобильных операторов.
В отдельных случаях программы, устанавливаемые на компьютер, в качестве канала передачи СМС-сообщений используют мобильный телефон или специальное устройство (терминал) в которое вставляется сим-карта сотового оператора.
Возможности программ для СМС-рассылки варьируют и зависят от компании, предоставляющей услугу.

### Основные функции
Перечень основных функций в СМС-рассылках:
- Персонификация (в тексте сообщения при использовании этой функции появится личное обращение к получателю по имени, под которым он числится в телефонной базе).
- Транслитерация (при наборе текст сообщения отображается кириллическим алфавитом, а для отправки он автоматически может быть переведен в латиницу)
- Установка времени отправки сообщения (пользователь имеет возможность задать дату и время отправки сообщения).
- Подпись отправителя (при отправке сообщения пользователь вместо номера телефона может вписать текстовую информацию, например название своей компании)
- История отправки сообщений (где отображаются дата и время отправки сообщения, телефонный номер абонента, текст сообщения и статус доставки).

Определения и названия функций могут различаться в разных компаниях.

## Базы для рассылки
Массовая рассылка СМС-сообщений осуществляется по введенной в программу базе контактов. В соответствии с законодательством РФ согласие абонента на участие в СМС-рассылке обязательно. Информация признается распространённой без согласия абонента, если распространитель не сможет доказать обратное (п. 1 ст. 18 Федеральный закон от 13.03.2006 N 38-ФЗ «О рекламе»).

## Применение
- Массовая рассылка СМС-сообщений может осуществляться в коммерческих целях (реклама, PR, викторины и другие маркетинговые акции) или в некоммерческих (организация мероприятий, новости для подписчиков, поздравление с праздниками).
- Во время массовых антиправительственных выступлений в Киеве в январе 2014 года участникам протестных акций приходили СМС-сообщения: «Уважаемый абонент, вы зарегистрированы как участник массовых беспорядков»[1].
- МЧС России использует СМС-рассылку для оповещения жителей регионов о природных катаклизмах и чрезвычайных ситуациях[2].